# Kinima Dimokraton Sosialiston
Kinima Dimokraton Sosialiston (griechisch Κίνημα Δημοκρατών Σοσιαλιστών Bewegung der Demokraten (und) Sozialisten), kurz KIDISO (ΚΙΔΗΣΟ) oder To Kinima (Το Κίνημα), ist eine vom früheren griechischen Ministerpräsidenten Giorgos Papandreou im Januar 2015 gegründete griechische sozialdemokratische Partei.

## Vorgeschichte
Seit dem Ende der Militärdiktatur 1974 waren die von Andreas Papandreou gegründete PASOK und die konservative Nea Dimokratia die die griechische Politik beherrschenden und gestalteten Kräfte, die sich im Wesentlichen in der Regierung des Landes abwechselten. Die Finanz- und Wirtschaftskrise, die unter der Regierung von Giorgos Papandreou 2010 zutage trat und einschneidende Maßnahmen – Steuererhöhungen, Lohn- und Rentenkürzungen – für die Bevölkerung nach sich zog, führte zu einer Umwälzung der Parteienlandschaft. Bei den Wahlen im Mai 2012 und im Juni 2012 stieg SYRIZA, ein Bündnis linker, teilweise kommunistischer Gruppierungen, von einer kleinen Sammlungspartei zur stärksten Kraft auf der linken Seite des Parteienspektrums auf, während die PASOK weit hinter sie zurückfiel und unter ihrem neuen Vorsitzenden Evangelos Venizelos nur noch als Juniorpartner der Nea Dimokratia in einer Koalitionsregierung mitregierte. Die unter dem Druck der Troika der internationalen Geldgeber von IWF, EU und EZB fortgeführten unpopulären Sparmaßnahmen und Reformen führten in Meinungsumfragen zu einem weiteren Absinken der PASOK und einem Erstarken von SYRIZA und zur Abspaltung etlicher Abgeordneter der Regierungsfraktionen.
Giorgos Papandreou war nach seinem Rücktritt als Ministerpräsident und PASOK-Vorsitzender zwar Vorsitzender der Sozialistischen Internationale geblieben, bis Ende 2014 aber politisch kaum in Erscheinung getreten. Nachdem am 29. Dezember 2014 die Präsidentschaftswahl scheiterte und für den 25. Januar 2015 Neuwahlen festgesetzt wurden, verkündete er am 2. Januar sein Vorhaben, eine neue Partei zu gründen.

## Gründung
Die Partei namens Kinima Dimokraton Sosialiston wurde am 3. Januar 2015, nur drei Wochen vor den Neuwahlen, in der Aula des Benaki-Museums gegründet. Nach allgemeiner Annahme stellt die Parteigründung einen Versuch Papandreous dar, mit seiner neuen Partei sozialdemokratische Wähler, die von der PASOK zu SYRIZA gewechselt waren, wiederzugewinnen.
Neben Giorgos Papandreou gehören zu den Gründungsmitgliedern unter anderen der frühere stellvertretende Finanzminister Filippos Sachinidis, der frühere Regierungssprecher Giorgos Petalotis, der frühere Parlamentspräsident Filippos Petsalnikos und die früheren Minister Dimitris Reppas. Thanos Moraitis, Sokratis Xynidis und Simos Kedikoglou.

## Wahlergebnisse
Bei der Parlamentswahl am 25. Januar 2015 erreichte sie 2,44 % der Stimmen und scheiterte damit an der Griechenland geltenden 3%-Sperrklausel.
Bei den darauffolgenden Parlamentswahlen in Griechenland im September 2015 trat To Kinima aus finanziellen Gründen nicht an. Nachdem derartige Gespräche im August 2015 gescheitert waren, trafen Papandreou und Fofi Gennimata der PASOK die Vereinbarung unter dem Namen "Demokratische Vereinigung" gemeinsam anzutreten. Diese Pläne wurden obsolet, als im März 2018 mit Kinima Allagis eine neue Allianz der mitte-links Parteien vorgestellt wurde. Diese erreichte bei den Parlamentswahlen in Griechenland 2019 8,1 % der Stimmen und 22 Mandate.